# 西田暢
西田 暢（にしだ とおる、1944年11月2日 - ）は、東京都出身の元プロ野球選手。ポジションは内野手、外野手。父は野球評論家の成田理助。

## 来歴・人物
早稲田実業学校高等部では1962年、夏の甲子園都予選準々決勝に進出するが、都五商に敗退。卒業後は早稲田大学へ進学。東京六大学野球リーグでは在学中3度優勝。1965年にはマニラで開催された第6回アジア野球選手権大会（東京六大学選抜チームが日本代表）に出場、日本の優勝に貢献した。リーグ通算51試合出場、203打数50安打、打率.246、2本塁打、15打点。ベストナイン（遊撃手）2回。大学同期に八木沢荘六がいる。
1966年第2次ドラフト会議でサンケイアトムズから2位指名を受けるが拒否し、熊谷組へ入社。1967年から2年連続都市対抗野球大会に出場。1969年には遊撃手として社会人ベストナインに選ばれている。
1969年ドラフト会議で中日ドラゴンズから3位指名を受け入団。1972年には一軍に定着し、三塁手、右翼手として6試合に先発出場、一番打者としても1試合に起用される。同年オフにはレギュラー遊撃手であったバート・シャーリーが退団。その後継を広瀬宰、正岡真二と争うが、レギュラーには定着できなかった。中日が20年ぶりのセ・リーグ優勝を果たした1974年には二塁手として7試合に先発。同年のロッテオリオンズとの日本シリーズでも、第1戦に7回から遊撃手として起用されている。また、同年リリースの山本正之作詞・作曲『燃えよドラゴンズ！』の記念すべき第1作（歌：板東英二）では正岡、井手峻と共に6番の歌詞に登場している。1975年には出場機会がなく、同年限りで引退。
一軍最終出場は2番二塁手として先発出場した1974年10月14日の後楽園球場における対読売ジャイアンツ（巨人）最終第26回戦（ダブルヘッダー第2試合）だが、同試合は奇しくも巨人・長嶋茂雄の引退試合であり、8回裏一死一、三塁の場面で迎えた長嶋の打席（遊ゴロダブルプレー）で遊撃手の三好真一からの送球を受け二封し一塁手の広野功に送ったが、これが長嶋の現役最終打席であると同時に、西田のセ・リーグ公式戦における最後の守備機会となった。それから42年後の2016年、西田は中日スポーツのドラゴンズ80周年連載企画におけるインタビューにおいて「僕はプロ野球選手として記録という記録は何一つ残していませんが、唯一自慢できることがあります。それは、長嶋茂雄さんの現役引退試合に出場し、試合後に長嶋さんが挨拶されている、後世に残る有名な写真に写っている長嶋さんのバックの後楽園（球場）のスコアボードに『西田』の名前を刻んだことです」と答えていた。

## 詳細情報

### 年度別打撃成績
| 年 度     | 球 団     | 試 合 | 打 席 | 打 数 | 得 点 | 安 打 | 二 塁 打 | 三 塁 打 | 本 塁 打 | 塁 打 | 打 点 | 盗 塁 | 盗 塁 死 | 犠 打 | 犠 飛 | 四 球 | 敬 遠 | 死 球 | 三 振 | 併 殺 打 | 打 率 | 出 塁 率 | 長 打 率 | O P S |
| --------- | --------- | ----- | ----- | ----- | ----- | ----- | -------- | -------- | -------- | ----- | ----- | ----- | -------- | ----- | ----- | ----- | ----- | ----- | ----- | -------- | ----- | -------- | -------- | ----- |
| 1970      | 中日      | 13    | 4     | 4     | 1     | 0     | 0        | 0        | 0        | 0     | 0     | 0     | 0        | 0     | 0     | 0     | 0     | 0     | 1     | 0        | .000  | .000     | .000     | .000  |
| 1971      | 中日      | 2     | 0     | 0     | 0     | 0     | 0        | 0        | 0        | 0     | 0     | 0     | 0        | 0     | 0     | 0     | 0     | 0     | 0     | 0        | ----  | ----     | ----     | ----  |
| 1972      | 中日      | 45    | 35    | 31    | 12    | 6     | 2        | 1        | 0        | 10    | 0     | 0     | 1        | 0     | 0     | 3     | 0     | 1     | 6     | 1        | .194  | .286     | .323     | .608  |
| 1973      | 中日      | 48    | 46    | 40    | 7     | 8     | 0        | 0        | 2        | 14    | 3     | 1     | 3        | 2     | 0     | 3     | 0     | 1     | 4     | 3        | .200  | .273     | .350     | .623  |
| 1974      | 中日      | 57    | 53    | 51    | 10    | 12    | 2        | 0        | 0        | 14    | 4     | 0     | 0        | 1     | 0     | 1     | 0     | 0     | 10    | 1        | .235  | .250     | .275     | .525  |
| 通算：5年 | 通算：5年 | 165   | 138   | 126   | 30    | 26    | 4        | 1        | 2        | 38    | 7     | 1     | 4        | 3     | 0     | 7     | 0     | 2     | 21    | 5        | .206  | .259     | .302     | .561  |

### 背番号
- 39 （1970年 - 1975年）